# 水坑 (芎林鄉)
水坑，是臺灣新竹縣芎林鄉的一個傳統地域名稱，位於該鄉中部偏北。相較於今日行政區，其範圍大致與水坑村相近。

## 歷史
台灣清治末期至日治初期，水坑地區為一街庄，稱為「水坑庄」，隸屬於竹北一堡。該庄北與石頭坑庄、內立庄、打鐵坑庄、下南片庄為鄰，東與下橫坑庄為鄰，南邊為中坑庄，西邊為九芎林庄、上山庄。
1901年（日治明治三十四年）11月，全台廢縣廳改設二十廳，該庄隸屬於新竹廳。1909年（明治四十二年）10月，合併二十廳為十二廳，該庄隸屬不變。1920年（大正九年），廢十二廳改設五州二廳，該庄改制為「水坑」大字，隸屬於新竹州竹東郡芎林庄。
戰後芎林庄改制為芎林鄉，隸屬於新竹縣，大字亦改制為村。1950年桃、竹、苗分治，芎林鄉隸屬不變。

## 交通
鄉道竹21線（文華街）是石岡子至芎林的道路，大致以東北—西南走向蜿蜒經過水坑地區南部邊界地帶，向東北可前往下橫坑、坪林、石岡子並止於縣道118號路口，向西南可前往芎林市區並止於縣道123號路口。

## 學校
- 大華科技大學